# Аршавин, Андрей Сергеевич
Андре́й Серге́евич Арша́вин (род. 29 мая 1981[…], Ленинград) — российский футболист, выступавший на позициях атакующего полузащитника, второго нападающего и плеймейкера, бывший капитан сборной России, заслуженный мастер спорта России (2008). Обладатель Кубка УЕФА и Суперкубка Европы в составе «Зенита». Считается одним из лучших игроков в истории российского футбола. Наиболее известен по выступлениям за петербургский «Зенит» и лондонский «Арсенал».
В 2008 году после чемпионата Европы 2008 года попал в символическую сборную Европы по версии УЕФА, а 2 декабря занял 6-е место в голосовании на определение лучшего игрока 2008 года и вручение награды «Золотой мяч» по версии журнала «France Football», что является лучшим результатом для российского футболиста после распада СССР. Через год занял 21-е место в голосовании на определение лучшего игрока 2009 года. Неоднократно признавался лучшим футболистом России в различных опросах.

## Ранние годы
В начальных классах учился в школе № 18 Санкт-Петербурга. Интерес к футболу Аршавину привил отец, он играл в футбол на любительском уровне. В детстве Аршавин, помимо футбола, увлекался шашками и имел по ним юношеский разряд. Его тренер в секции шашек Дома пионеров и школьников Василеостровского района уговаривал Аршавина связать свою жизнь с профессиональной игрой в шашки, в которой он пророчил своему ученику большое будущее, но Аршавин предпочёл футбол.
О своих школьных годах Аршавин говорил, что был «умным мальчиком, но ужасным разгильдяем», поскольку ему было лень делать домашние задания. Учителя ставили ему двойки не только за невыполненные домашние задания, но и за плохое поведение: однажды он, обидевшись на выставленную четвёрку, а не пятёрку, попросту разорвал школьный журнал, за что его выгнали из школы.
С детства болеет за испанскую «Барселону».

## Клубная карьера
Футболом начал заниматься с 7 лет. Мать Андрея, Татьяна Ивановна Аршавина, привела сына в школу «Смена». Его первыми тренерами были Сергей Гордеев и Виктор Виноградов. За взрослую команду «Смены» начал играть в 16 лет. В 18 лет играл за дубль «Зенита» — «Зенит-2». В 2000 году Юрий Морозов пригласил Аршавина в основную команду «Зенита».

### «Зенит»
С 1999 года стал выступать за резервный состав «Зенита». В 19 лет дебютировал в основном составе. 2 августа 2000 года Юрий Морозов выпустил его на замену вместо Андрея Кобелева в гостевом матче Кубка Интертото против английского «Брэдфорд Сити» (3:0).
Сезон 2001 года Аршавин провёл в основном составе, сыграв в 29 матчах. В выездном матче с воронежским «Факелом» забил первый мяч в карьере. По итогам сезона завоевал с «Зенитом» бронзовые медали и вошёл в список 33 лучших футболистов чемпионата России. С 2001 по 2006 Аршавин образовывал вместе с другим воспитанником Морозова Александром Кержаковым «золотую связку» в «Зените», которая распалась после ухода Кержакова в «Севилью». Многие специалисты называли эту связку лучшей в чемпионате на тот момент.

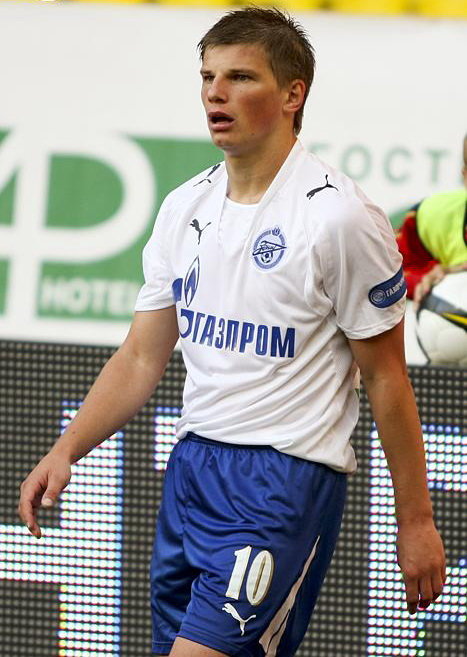
Аршавин в составе «Зенита», 2008 год

В 2002 году мог оказаться в московском «Спартаке», но переговоры закончились, когда главный тренер «Спартака» Олег Романцев сказал Аршавину, что видит его только на позиции правого полузащитника.
1 ноября 2003 года Аршавин оформил свой первый хет-трик в карьере в матче с подмосковным «Сатурном». Матч закончился со счётом 3:1. В 2003 году Аршавин отдал десять голевых передач в чемпионате России (команда по его итогам завоевала серебряные медали), после чего за Андреем закрепилась репутация одного из лучших ассистентов российского чемпионата. По итогам сезона 2004 Аршавин стал лучшим ассистентом чемпионата России, отдав 16 голевых передач (разделив это достижение с Дмитрием Лоськовым из «Локомотива»). Несмотря на то, что в 2006 году «Зенит» стал в чемпионате лишь четвёртым, Аршавин провёл сезон на высоком уровне и по его итогам был признан футболистом года сразу по трём версиям: РФС, изданий «Спорт-Экспресс» и «Футбол».
В сезоне 2007 года Аршавин вместе с Павлом Погребняком образовал новую атакующую связку в «Зените» и помог своей команде впервые за 23 года стать чемпионом России. Сам Андрей в том сезоне вновь стал лучшим ассистентом турнира (отдав 13 голевых передач) и забил 10 голов, войдя в число лучших бомбардиров чемпионата (Погребняк, ставший лучшим бомбардиром «Зенита», в том сезоне сумел отличиться 11 раз). По ходу сезона Аршавин ненадолго становился капитаном «Зенита», однако вскоре капитанская повязка перешла к Анатолию Тимощуку. В матче за Суперкубок России против «Локомотива» Андрей сначала открыл счёт, воспользовавшись ошибкой голкипера «железнодорожников» Ивана Левенеца, а затем отдал голевой пас на Погребняка, принеся своей команде победу со счётом 2:1. По итогам матча полузащитник был признан лучшим его игроком.
Пиком выступления Аршавина в «Зените» стала игра в победном для петербургской команды Кубке УЕФА. Команда шаг за шагом проходила крепких по европейским меркам соперников на стадии плей-офф, а Аршавин был лидером атак «сине-бело-голубых», забив несколько важных голов (один из них на стадии 1/8 финала в ворота марсельского «Олимпика», позволивший переломить ход противостояния в ответном матче) и отдав ряд ключевых передач. В финальном матче против шотландского «Рейнджерса» Аршавин сначала отдал голевую передачу на Игоря Денисова, а затем поучаствовал в комбинации, приведшей к голу Константина Зырянова. Матч завершился победой «Зенита» со счётом 2:0, а Аршавин был признан лучшим игроком матча. В том же году Аршавин стал обладателем Суперкубка Европы.
После удачного выступления в Кубке УЕФА и на Евро-2008 Аршавин вошёл в число претендентов на «Золотой мяч» по версии журнала France Football и занял 6-е место, что является лучшим результатом для российского футболиста после распада СССР. В голосовании Аршавина опередили такие футболисты как Криштиану Роналду, Лионель Месси, Фернандо Торрес, Икер Касильяс и Хави. Выдающаяся игра Аршавина привлекла к нему внимание ведущих топ-клубов Европы.
Последний гол за «Зенит» забил 18 октября 2008 года в матче 25-го тура чемпионата России против нальчикского «Спартака», а 10 декабря провёл последнюю встречу за клуб в матче группового этапа Лиги чемпионов против мадридского «Реала». Всего за девять сезонов в составе «Зенита» Аршавин сыграл в его составе 310 официальных матчей, забив 71 мяч и завоевал с командой пять трофеев.

### «Арсенал»
За несколько минут до закрытия зимнего трансферного окна в английской премьер-лиге подписал контракт с лондонским «Арсеналом», сумма трансфера составила 15 млн фунтов стерлингов, соглашение было рассчитано до июня 2012 года.
В составе «Арсенала» Аршавин дебютировал 21 февраля 2009 года в домашнем поединке с «Сандерлендом» (0:0). 14 марта 2009 года в матче английской Премьер-лиги против «Блэкберна» на 65-й минуте забил свой первый гол за «Арсенал», хотя в первом тайме он получил повреждение в результате столкновения с защитником «Блэкберна» Ойером: в перерыве Аршавину наложили восемь швов.
21 апреля 2009 года Андрей Аршавин сделал покер в гостевом матче против «Ливерпуля» и стал первым игроком, которому удалось сделать покер на стадионе «Энфилд Роуд» в рамках чемпионата Англии за последние 63 года. Игра завершилась со счётом 4:4. 2 мая против «Портсмута» вышел полурезервный состав «Арсенала», так как через три дня команде предстоял ответный матч полуфинала Лиги чемпионов. Аршавин не участвовал в этом полуфинале, поскольку в Лиге чемпионов он уже был заигран за «Зенит» и не имел права сыграть с «Манчестер Юнайтед». В игре с «Портсмутом» Аршавин вышел в качестве капитана команды. Матч окончился победой «канониров» (3:0). 8 мая был признан лучшим игроком премьер-лиги в апреле. Аршавин стал вторым российским легионером, когда-либо получавшим эту награду. До него такого добивался Андрей Канчельскис в апреле 1996 года.

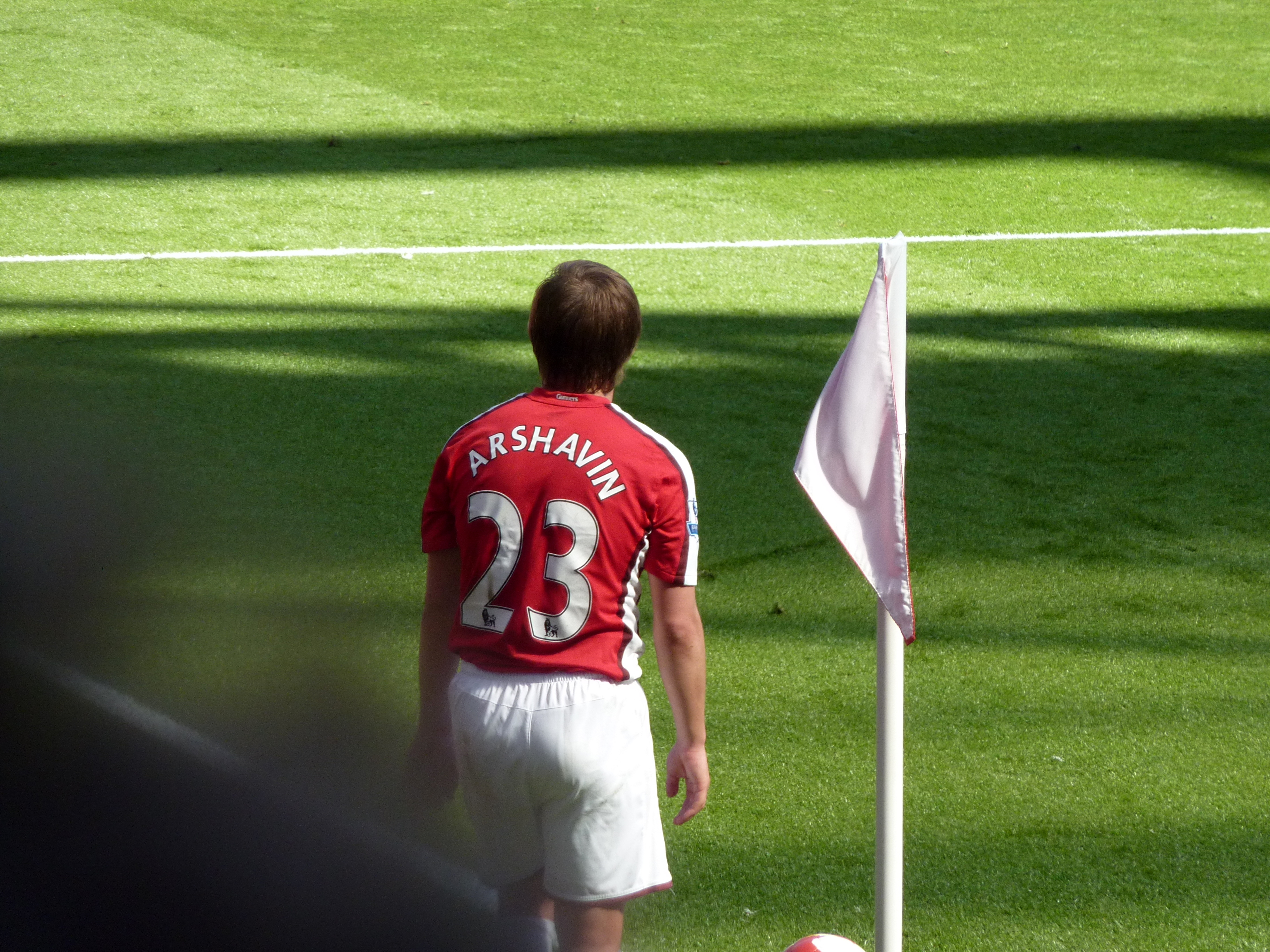
Аршавин подаёт угловой в апреле 2009 года

В мае 2009 года ряд СМИ распространил новость, что Аршавин якобы намерен добиваться повышения своей зарплаты, так как при подписании контракта он не был в курсе некоторых особенностей английского законодательства (в частности, увеличения налогов до 50 %) и в итоге получает меньше, чем рассчитывал. В июне Андрей уточнил, что его трудности не были связаны с налогами, а определённые проблемы он надеется решить в течение ближайших двух недель. Немного позже появилась информация, что Аршавин отказался от услуг своего агента.
26 августа 2009 года Андрей Аршавин забил свой первый гол в Лиге чемпионов, выйдя на поле на 72-й минуте и на 74-й поразив ворота «Селтика». 29 августа «Манчестер Юнайтед» в рамках четвёртого тура чемпионата Англии принимал на своём поле «Арсенал». Первый тайм закончился со счётом 0:1 в пользу «канониров», автором мяча стал Аршавин. Однако гол с пенальти и автогол Диаби не позволили «Арсеналу» взять очки в этом матче, который закончился со счётом 2:1. Аршавин провёл на поле 81 минуту, после чего был заменён. Позже стало известно, что Андрей играл с травмой, из-за которой он не смог провести на поле все 90 минут.
4 ноября в домашнем матче 4-го тура группового этапа Лиги чемпионов против чемпиона Нидерландов АЗ Аршавин сделал 3 голевых передачи, которые помогли выиграть «Арсеналу» со счётом 4:1. Арсен Венгер высоко оценил игру Андрея в этом матче: «Аршавин показал выдающуюся игру. На протяжении всего матча он делал великолепные передачи. Это признак высокого класса».
7 ноября 2009 года в гостевом матче с «Вулверхэмптоном» на 66-й минуте Аршавин забил свой 10-й гол в английской Премьер-лиге. Для этого ему потребовался 21 матч. 5 декабря в матче со «Сток Сити» забил свой сотый гол на высшем уровне, тем самым попав в «Клуб 100».

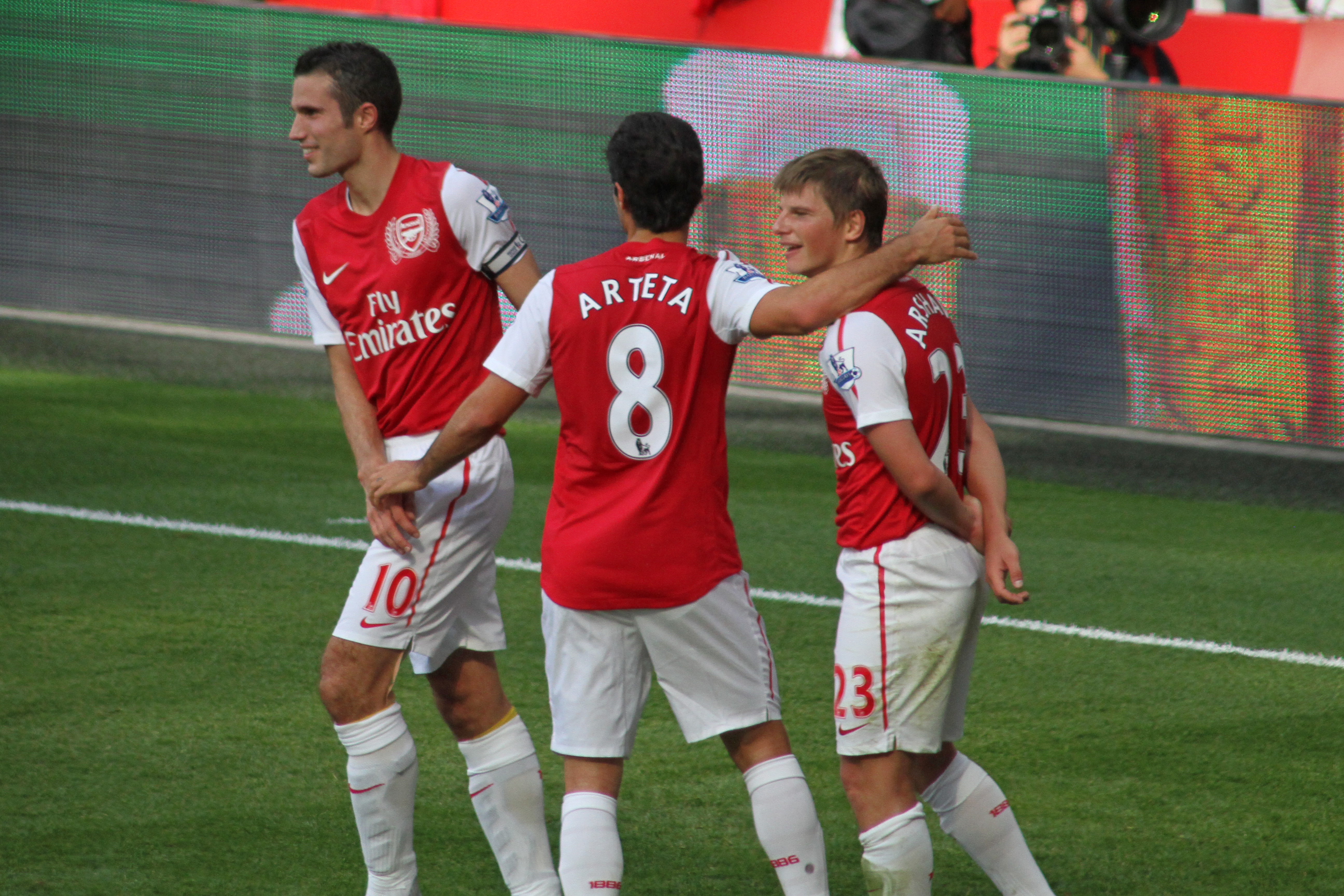
Робин ван Перси и Микель Артета празднуют гол вместе с Аршавиным вскоре после того, как он забил свой первый гол в сезоне против «Суонси Сити»

Сезон 2010/11 Аршавин начал крепким игроком основы, однако к середине сезона с возвращением в строй ряда игроков «канониров» Андрей стал начинать матчи со скамейки запасных. Всего в чемпионате он забил 6 голов и отдал 11 голевых передач (став одним из лидеров по этому показателю). В 1/8 финала Лиги чемпионов 2010/11 в первом матче против «Барселоны» Аршавин вышел на замену и забил победный гол, однако в следующий раунд «Арсенал» выйти не сумел, проиграв 3:4 по сумме двух матчей. Тем не менее, с 2011 года Аршавин перестал быть игроком основного состава «канониров», в основном выходя на замену в концовках матчей и часто удостаиваясь низких оценок за игру.

#### Аренда в «Зенит»

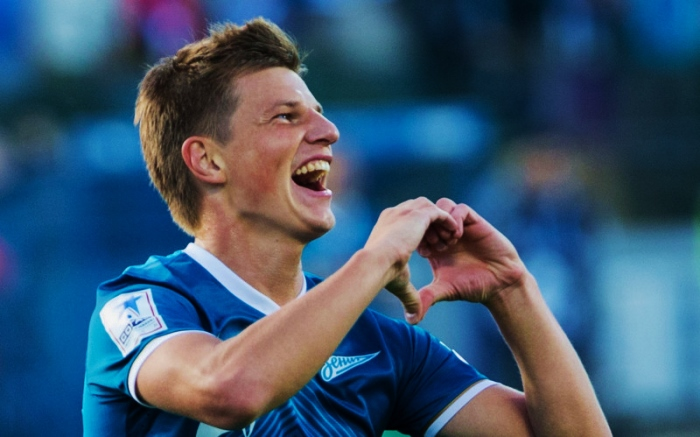
Аршавин празднует гол за «Зенит» жестом «сердца»

24 февраля 2012 года, за две минуты до закрытия трансферного окна в России, Аршавин был отдан в аренду в «Зенит» до конца чемпионата 2011/2012. Информацию о переходе на своих официальных сайтах подтвердили Аршавин и «Зенит». При этом «Зенит» будет полностью выплачивать зарплату Аршавину и заплатит «Арсеналу» 1 миллион евро.
Дебютным матчем Аршавина после его возвращения стала встреча 33-го тура чемпионата России против ЦСКА, которая завершилась со счётом 2:2. Сам Андрей ничем полезным не отметился и был заменён на 55-й минуте.
В матче 39-го тура против ЦСКА Аршавин вышел на замену во втором тайме, сначала начав комбинацию, после которой Владимир Быстров открыл счёт, а в концовке матча отличился сам после подачи Александра Кержакова, которую Андрей замкнул ударом с лёта. «Зенит» победил со счётом 2:0 и практически гарантировал себе звание чемпиона России. В следующем матче против «Кубани» Аршавин снова сумел забить гол и начать другую голевую атаку команды, что помогло «Зениту» добиться ничьей. Последний мяч за клуб Аршавин забил в ворота казанского «Рубина» в матче 42-го тура. В этом же матче Андрей отметился и голевой передачей. Последний матч за клуб провёл в матче 44-го тура против махачкалинского «Анжи», в котором «Зенит» одержал уверенную победу, а сам Аршавин отметился голевой передачей на Александра Бухарова.

#### Возвращение в Лондон
Сразу после Евро-2012 появились сообщения, что руководство «Зенита» отказалось от идеи выкупить контракт Аршавина, хотя до этого велись переговоры о возвращении Андрея в Россию. Руководство «Арсенала» после чемпионата Европы укрепилось в решении продать игрока.

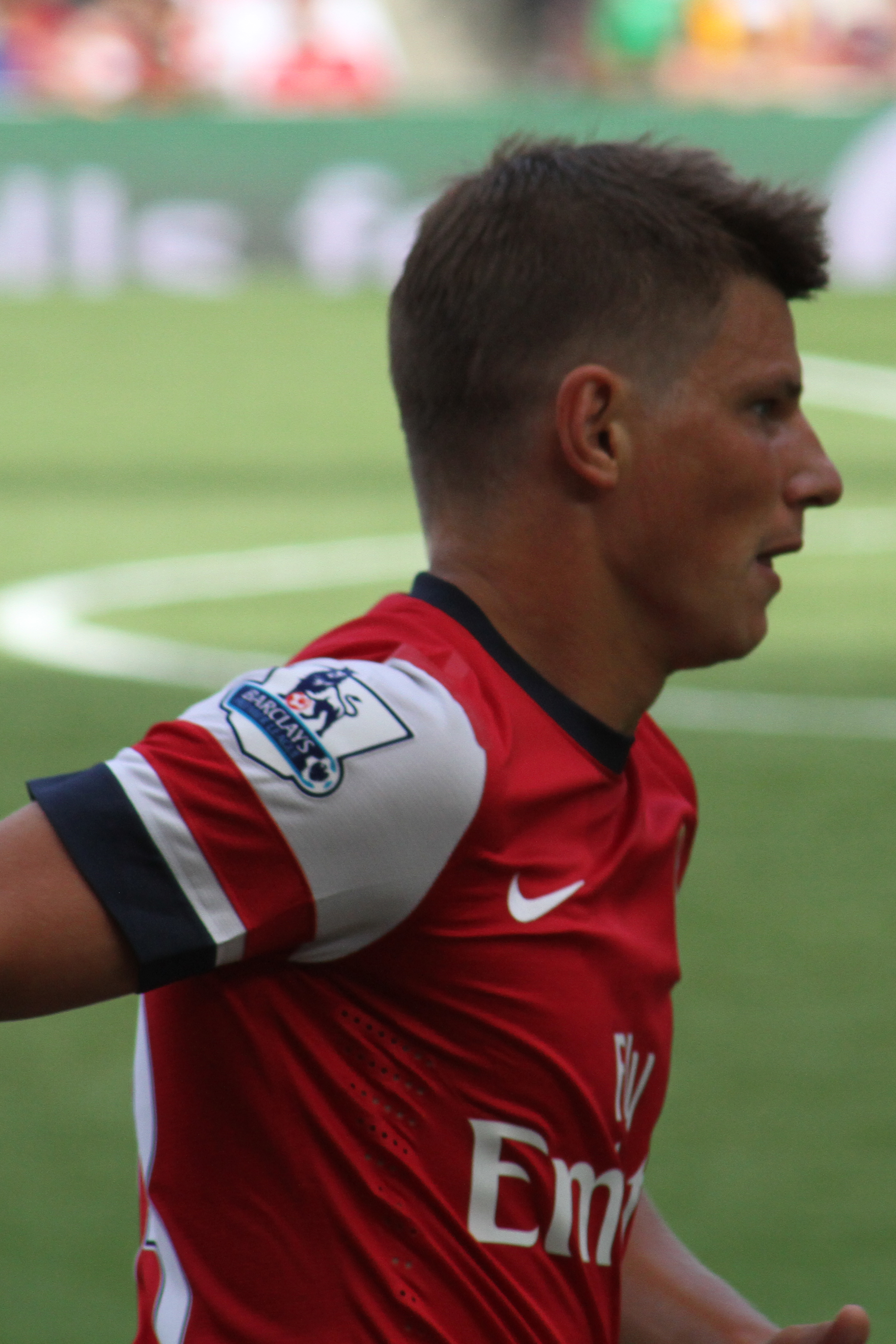
Аршавин в составе «Арсенала» в 2012 году

Перед стартом очередного сезона чемпионата Англии глава английской футбольной премьер-лиги сэр Дэйв Ричардс отметил игру Аршавина:

«Футбол — это спорт, и ты не можешь весь год, как в компьютерной игре, быть на пике формы. Стоит немного сдать, и народ начинает бурчать. Так что не слушайте прессу. Аршавин — прекрасный игрок. И стал в составе „Арсенала“ сильнее, чем был, когда приехал».
18 августа 2012 Андрей вышел на замену в матче 1-го тура чемпионата Англии против «Сандерленда», однако повлиять на результат не сумел, матч закончился со счётом 0:0. В дальнейшем после возвращения в строй некоторых травмированных игроков Аршавин обычно не попадал в заявку на матч. Однако после того, как ряд игроков «Арсенала» вновь очутился в лазарете, Андрей стал попадать на скамейку запасных, выходить на замену и иногда отмечаться результативными действиями.
26 сентября в матче Кубка лиги против аутсайдера Первой лиги «Ковентри Сити» Аршавин вышел в стартовом составе и стал одним из героев матча — он заработал пенальти (который не сумел реализовать Оливье Жиру), отдал две голевые передачи и сам забил один из голов. «Арсенал» победил 6:1. 30 октября Аршавин вновь вышел в стартовом составе на матч Кубка лиги против «Рединга» и отдал 2 голевые передачи, поучаствовав также в другом забитом мяче, а «канониры» победили со счётом 7:5. 3 ноября, выйдя на замену в концовке встречи Премьер-лиги против «Манчестер Юнайтед», Андрей принял участие в результативной атаке, по истечении уже компенсированного времени головой адресовав мяч Санти Касорле, который со второй попытки установил окончательный счёт в матче — 2:1 в пользу «красных дьяволов». 10 ноября, в матче против «Фулхэма», Аршавин вновь вышел на замену и на последней компенсированной минуте при счёте 3:3 после его передачи мяч попал в руку игрока противника, однако Микель Артета не сумел реализовать пенальти. Всего Аршавин сыграл в семи матчах чемпионата и двух матчах Лиги чемпионов, однако не смог в них отметиться результативными действиями и после января 2013 года окончательно потерял место в составе, не попадая в заявку на матчи. В апреле Арсен Венгер сообщил, что клуб не планирует заключить с игроком новый контракт и летом Андрей уйдёт как свободный агент. Сам Аршавин заявил, что не планирует заканчивать карьеру и хочет поиграть ещё два-три года. Последний матч за «Арсенал» провёл в матче 23-го тура против лондонского «Челси», в котором «Арсенал» потерпел поражение, а сам Аршавин, вышедший на замену вместо Абу Диаби, помочь своей команде не сумел.

### Возвращение в «Зенит»

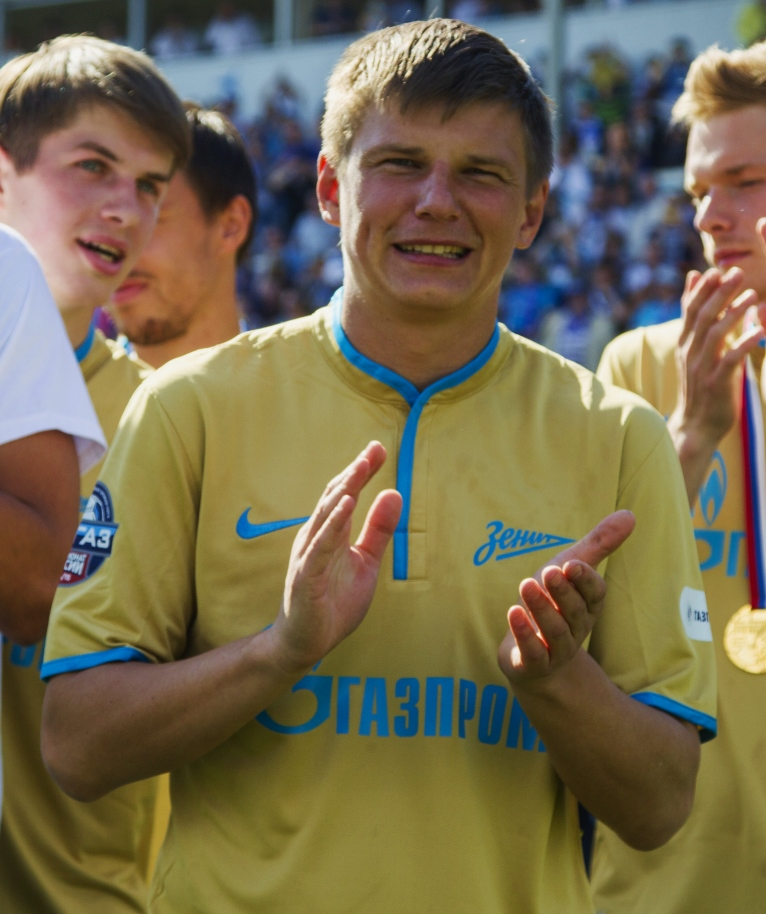
Аршавин в последнем сезоне за «Зенит»

27 июня 2013 года было официально объявлено о трансфере игрока в «Зенит». Соглашение с футболистом рассчитано на два года. 13 июля Аршавин провёл первый матч за «Зенит» после возвращения, выйдя в стартовом составе на матч за Суперкубок России против ЦСКА. «Зенит» проиграл этот матч со счётом 0:3, а Андрей был заменён в начале второго тайма. 26 июля Аршавин забил первый гол после возвращения в «Зенит», поразив ворота «Кубани» после передачи Александра Кержакова. При Лучано Спаллетти регулярно выходил на поле как в стартовом составе, так и на замену, отметившись до зимнего перерыва в чемпионате 4 голами и 7 голевыми передачами.
В матче Лиги чемпионов против дортмундской «Боруссии» получил травму в начале матча, в результате которой пропустил два месяца. За это время Спаллетти был отправлен в отставку, а новый тренер Андре Виллаш-Боаш сделал ставку на других футболистов. В начале сезона 2014/15 Аршавин довольствовался редкими выходами на замену. 13 сентября Аршавин впервые за долгое время вышел в стартовом составе в матче 7-го тура против «Динамо», который Андрей провёл очень активно и сначала поучаствовал в автоголе Дугласа, а затем сам забил гол с передачи Халка; по итогам голосования телезрителей на телеканале «Наш футбол» был выбран лучшим игроком матча.
Летом 2015 года контракт с «Зенит» подошёл к концу, и клуб решил его не продлевать. С 30 июня 2015 года Аршавин стал свободным агентом.

### «Кубань» и «Кайрат»
13 июля 2015 года официально стал игроком «Кубани». 20 июля 2015 года сыграл свой первый матч против «Урала». Не отличившись ни разу за 8 встреч, 1 февраля 2016 года Аршавин разорвал трудовое соглашение с клубом.

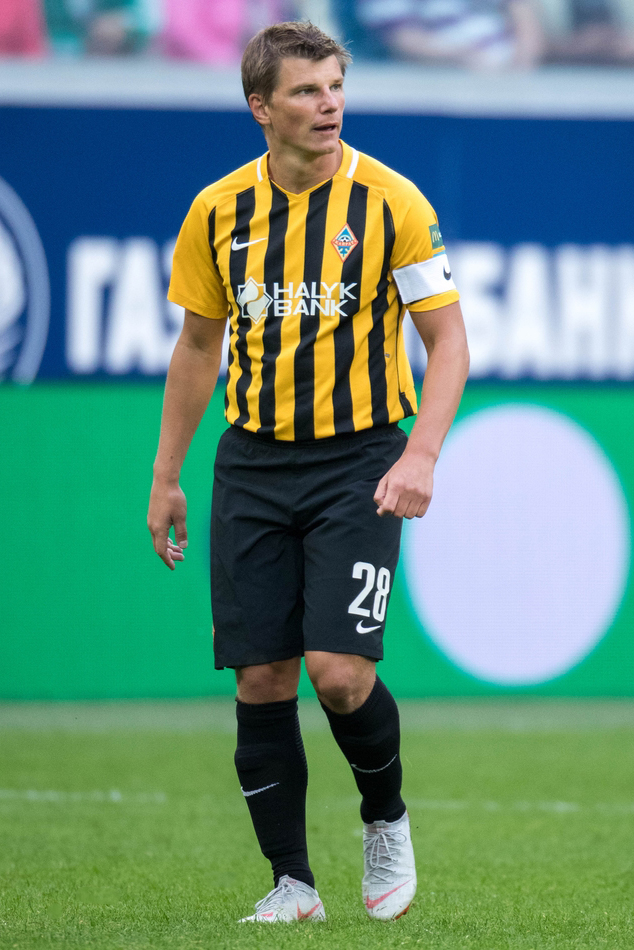
В составе «Кайрата»

В ноябре 2015 года по приглашению нового главного тренера казахстанского клуба «Кайрат» Александра Бородюка прибыл в Алматы. После дополнительных тренировок 18 марта 2016 года подписал контракт с «Кайратом» по схеме 1+1 и стал самым высокооплачиваемым футболистом клуба. 3 апреля сыграл первый матч за «Кайрат» в матче 3-го тура казахстанской премьер-лиги против «Акжайыка». Первый гол забил 23 апреля в ворота «Актобе». 30 июня забил победный гол в ворота албанского клуба «Теута Дюррес» в первом квалификационном раунде Лиги Европы. За 22 матча первого этапа чемпионата забил шесть голов из 50, забитых командой. По итогам чемпионата выиграл с «Кайратом» серебряные медали и стал лучшим футболистом чемпионата Казахстана по версии журналистов. В марте 2017 года выиграл Суперкубок Казахстана. 29 июня в матче первого квалификационного раунда Лиги Европы 2017/18 против «Атлантаса» (6:0) сделал дубль. Вошёл в пятерку лучших игроков сезона по версии ПФЛ, набрав 14 баллов. По итогам сезона 2017 вошёл в число 22 лучших игроков сезона.
26 августа 2018 года в игре чемпионата с «Атырау» (4:2) провёл 100-й матч за клуб. Вышел на замену на 59-й минуте при счете 1:2. На 71-й минуте сравнял счёт, через минуту сделал голевую передачу, а в компенсированное время — ещё одну.
5 ноября 2018 года заявил, что уйдёт из «Кайрата», его прощальным матчем стала игра 11 ноября 2018 года с карагандинским «Шахтёром».
3 декабря 2018 года Аршавин в эфире Матч ТВ официально объявил о завершении профессиональной карьеры.
21 февраля 2019 года в Центре повышения квалификации тренеров при Академии «Зенита» Аршавин успешно сдал экзамен на получение тренерской лицензии категории C.

## Карьера в сборной
В сборной России Аршавин дебютировал в 20-летнем возрасте 17 мая 2002 года в товарищеском матче Россия — Беларусь в рамках подготовки сборной России к чемпионату мира 2002 года. Аршавин был в списке кандидатов на поездку на чемпионат мира, но не попал в итоговую заявку. В течение следующих двух лет он сыграл за национальную команду только в двух матчах, во втором из которых (13 февраля 2003, Румыния — Россия, 2:4) открыл счёт своим забитым мячам за сборную. В 2003 году Аршавин выступал в молодёжной сборной России, сыграл 5 матчей, забил 1 гол.
В рамках подготовки к чемпионату Европы 2004 года в Португалии Аршавин сыграл свой четвёртый матч за сборную (28 апреля 2004, Норвегия — Россия, 3:2), но в заявку на турнир включён не был. После Евро-2004 нападающий «Зенита» стал постоянно вызываться в команду и быстро закрепился в её основном составе. В 2005 и 2006 годах Аршавин становился лучшим бомбардиром сборной, был капитаном команды в 2006—2007 годах.
Из-за того, что сборная России не смогла завоевать право выступления на чемпионате мира 2006 года в Германии, первым крупным турниром, в котором Аршавин смог принять участие в составе национальной команды, стал чемпионат Европы 2008 года.

### Евро-2008

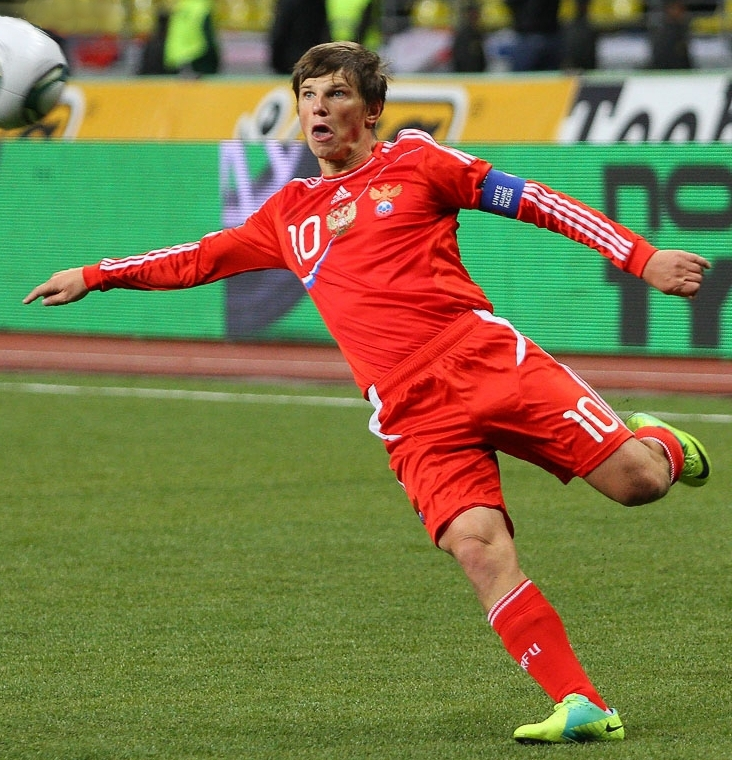
Аршавин был капитаном сборной России в 2007, 2009—2012 году

На Евро-2008 27-летний Аршавин был заявлен под номером 10. Из-за дисквалификации он не мог принять участия в первых двух матчах. Впервые на турнире он вышел на поле в третьей встрече, заключительной в группе, против Швеции. В этом матче сборная России победила 2:0, решив задачу выхода в следующий круг, и показала хорошую игру. Аршавин был признан лучшим игроком матча.
Он ярко выступил в четвертьфинальном матче со сборной Голландии. В этой игре он участвовал во всех трёх голах, которые забила сборная России. Отдал голевой пас, а третий гол забил сам, приняв мяч, вброшенный из-за боковой партнёром по «Зениту» Анюковым, точно ударил по воротам; мяч слегка изменил направление движения от ноги защитника и прошёл между ног вратаря Ван дер Сара, игравшего предпоследний матч за сборную в карьере. Вторую игру подряд Аршавин был признан лучшим игроком матча и получил восторженные отзывы специалистов и журналистов, а ряд известных европейских клубов, включая испанскую «Барселону», высказали желание заполучить Андрея в свой состав. Сам же футболист заявил, что проводил и более хорошие матчи.
В следующем матче, ставшем последним для сборной России на турнире, Аршавин был в игре малозаметен. Мнения специалистов о причинах разделились. Одни посчитали, что Аршавин сам не показал своих лучших качеств, другие — что дело было в высоком уровне защитников испанской сборной и большом внимании, которое они ему уделяли, а третьи отметили, что средняя линия уступила испанцам и не смогла снабжать Аршавина мячом.
По итогам турнира попал в символическую сборную Евро-2008. Признан лучшим игроком сборной России на чемпионате Европы.

### Евро-2012

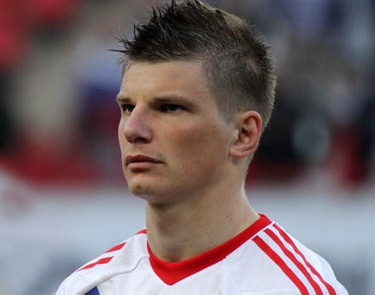
Перед Евро-2012

Отчасти из-за травм 2009 года усилий Аршавина не хватило сборной ни в квалификационной группе к чемпионату мира 2010 года (Россия уступила первое место Германии), ни в стыковых матчах против Словении (при суммарном счёте 2:2 Россия проиграла путёвку на чемпионат мира Словении по правилу гола, забитого на чужом поле), вследствие этого Аршавин так ни разу и не выступил на чемпионатах мира. Выступления за сборную Аршавин продолжил в отборочном турнире к Евро-2012.
На Евро-2012 Аршавин ехал в качестве капитана сборной России. В первом матче чемпионата против Чехии Андрей сделал голевую передачу на Романа Широкова, который забил второй гол, а также на Романа Павлюченко, когда тот забивал четвёртый мяч (матч закончился со счётом 4:1 в пользу россиян). Во втором матче против сборной Польши в конце первого тайма сделал подачу со штрафного на Алана Дзагоева, который открыл счёт в игре, однако российская сборная не смогла победить, сыграв матч вничью 1:1. В заключительном матче группового этапа с аутсайдерами своей группы, сборной Греции российская команда неожиданно потерпела поражение 0:1 и покинула турнир. Сам Аршавин в этом матче отличиться не сумел, хотя по итогам Евро-2012 стал лучшим распасовщиком турнира, отдав 3 голевые передачи.
После игры в отеле «Бристоль» группа россиян во главе с депутатом Государственной Думы Антоном Беляковым подошла к Аршавину и завела разговор, в ходе которого капитан сборной России заявил именно депутату, а не болельщикам: «То, что мы не оправдали ваши ожидания — это не наши проблемы. Это ваши проблемы. Когда буду в Думе, тогда и отчитаюсь перед вами. Мы проиграли, потому что не забили, а греки забили. От этих разговоров результат всё равно не изменится». Реакция общественности на заявление Аршавина была негативной, несмотря на то, что Аршавин обращался непосредственно к Белякову, а не ко всем болельщикам. Так, зампред правления ОАО «Газпром» Валерий Голубев требовал лишить Аршавина гражданства и депортировать за нарушение этических норм. Позднее в эфире петербургского телеканала «100 ТВ» Аршавин всё же принёс извинения за провальное выступление сборной на чемпионате Европы. «Первый канал», который ретранслировал извинения Аршавина, обратил внимание, что капитан национальной сборной сделал это весьма неохотно.

### После Евро-2012
15 августа 2012 года прошла последняя игра Аршавина в сборной России: противником россиян в той встрече был Кот-д’Ивуар. Это была первая и последняя встреча сборной России, которую Аршавин сыграл при тренере Фабио Капелло. Аршавин вышел на 58-й минуте, заменив Алана Дзагоева. В том матче он впервые за долгое время играл без капитанской повязки, а также в течение всей игры подвергался постоянному освистыванию со стороны болельщиков. В дальнейшем Капелло больше не вызывал Аршавина на сборы и матчи.
В 2018 году среди болельщиков и журналистов начали распространяться слухи о том, что Станислав Черчесов готов включить Аршавина в предварительную заявку на домашний чемпионат мира по футболу. Однако Черчесов опроверг эти слухи, объяснив это тем, что физические кондиции Аршавина уже не такие, как на Евро-2008, поэтому он не поможет более молодым игрокам. Аршавин подтвердил слова Черчесова, однако добавил, что вообще не сможет посетить матчи, поскольку чемпионат Казахстана не будет прерываться на время чемпионата мира.

## Карьера функционера
После окончания игровой карьеры Аршавин вернулся в «Зенит», где получил должность советника генерального директора по молодёжному футболу. К тому времени он прошёл обучение в Центре повышения квалификации тренеров Академии «Зенита» и получил тренерскую лицензию категории D и C. 2 августа 2020 года Аршавин был утверждён в должности директора Департамента развития молодёжного футбола по спортивным вопросам. С января 2022 года — заместитель генерального директора по спортивному развитию.

## Личная жизнь и общественная деятельность

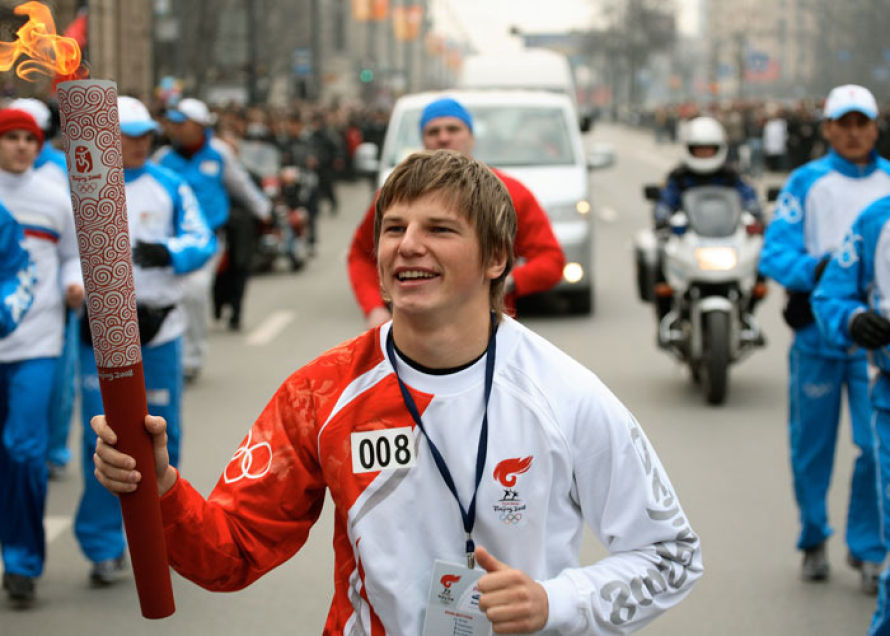
Аршавин с факелом летних Олимпийских игр 2008 года

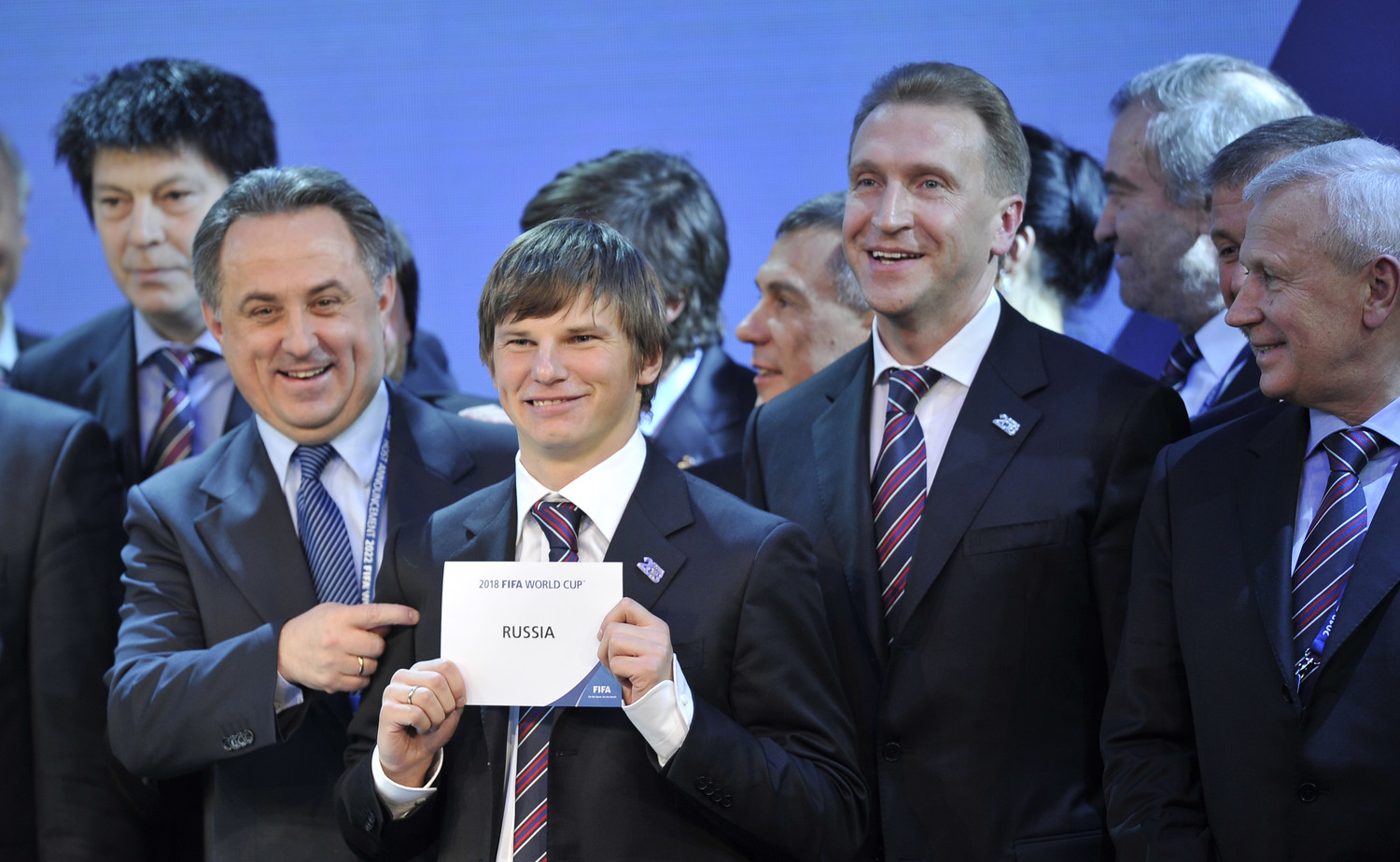
Аршавин (в центре) и другие празднуют победу заявки на проведение чемпионата мира по футболу 2018 года в России

На протяжении девяти лет состоял в незарегистрированном браке с телеведущей Юлией Барановской (1980 г. р.) Дети: сын Артём (род. 7 декабря 2005 года), дочь Яна (род. 3 апреля 2008 года), сын Арсений (род. 14 августа 2012 года).
В 2013 году фактический брак распался.
1 сентября 2016 года женился на журналистке Алисе Александровне Казьминой (род. 1982), с которой встречался несколько лет. В 2005 году она заочно окончила Высшую школу журналистики при СПбГУ, пробовала себя в качестве модели в Лондоне, где и познакомилась с Аршавиным. Дочь Есения (род. 11 февраля 2017 года).
В октябре 2017 года стало известно о разводе. В ноябре 2017 года Аршавин помирился с женой, о чём та сообщила журналистам издания «StarHit». 6 января 2018 года Алиса Аршавина неоднократно называла себя майором ФСБ, пытаясь оказать давление на экипаж самолёта рейса Москва — Алма-Ата, после чего она вместе с детьми и няней была снята с рейса за деструктивное поведение и неподчинение требованиям экипажа. 25 января 2018 года «Аэрофлот» подал исковое заявление. В марте 2018 года Аршавина полностью оплатила все расходы «Аэрофлота», возникшие из-за задержки вылета более чем на 1,5 часа.
В начале 2019 года Казьмина сообщила о разводе из-за многочисленных измен Аршавина.
Участие в благотворительности
В 2009 году международной организацией SOS-Kinderdorf International был приглашён на почётную роль посла детской деревни «SOS Пушкин». Аршавин взял на себя миссию привлекать к «Детским деревням — SOS» внимание общественности и спонсоров.
Покер
По соглашению с покер-румом PokerStars участвовал в офлайн-турнирах по Техасскому холдему.
Бизнес
По состоянию на 2009 год являлся совладельцем ЗАО «Автодор Экспресс», сети автомагазинов, его доля в компании — 49 %. В СМИ также сообщалось, что он является совладельцем ООО «БалтАвтоТрейд», официального дилера BMW, с указанной долей, однако затем выяснилось, что ООО «БалтАвтоТрейд» на 100 % принадлежит Петру Тиньгаеву, другу детства Аршавина, совладельцу (с долей 51 %) и генеральному директору ЗАО «Автодор Экспресс». 5 июня 2015 года Выборгский районный суд Санкт-Петербурга арестовал часть имущества Аршавина (около 5 миллионов рублей), как у поручителя Петра Тиньгаева.
Участие в политике
Принимал участие в выборах 11 марта 2007 года в качестве кандидата в депутаты Законодательного собрания Санкт-Петербурга от партии «Единая Россия», в составе партийного списка добился победы, однако позже отказался от мандатa.
6 февраля 2012 года был официально зарегистрирован как доверенное лицо кандидата в Президенты РФ Владимира Путина.
Жест
После забитого гола подносил указательный палец к губам, словно призывает к тишине. Этот жест используется в бренде Arshavin.
Телевидение
- Участник выпуска программы «Блеф-клуб» 2004 года (с Константином Лобовым и Владимиром Столяровым)[98].
- В 2005 году сыграл самого себя в эпизоде «Запасной игрок» телесериала «ОБЖ» на телеканале «Петербург — Пятый канал»[99].
- Выступал в шоу «Хорошие шутки» на телеканале СТС (эфир от 19 июня 2006)[100].
- Образ Андрея Аршавина был использован в телепередаче с анимированными персонажами «Мульт личности», выходившей на «Первом канале» с 15 ноября 2009 по 24 февраля 2013 года (1-4 сезоны).
- Упоминается в комедийном фильме «Бармен» 2015 года главным героем Вадимом Выхиным в юмористической форме.
- 29 декабря 2018 года Аршавин дебютировал в качестве телекомментатора на телеканале Матч ТВ, прокомментировав игру английской Премьер-лиги между «Ливерпулем» и «Арсеналом» (победа «Ливерпуля» 5:1)[101]. Кроме того, неоднократно выступал в качестве футбольного эксперта на этом телеканале.

## Статистика выступлений

### Клубная статистика
| Клуб             | Сезон            | Чемпионат | Чемпионат | Чемпионат | Кубок | Кубок | Кубок | Еврокубки | Еврокубки | Еврокубки | Всего | Всего | Всего |
| Клуб             | Сезон            | Матчи     | Голы      | Пасы      | Матчи | Голы  | Пасы  | Матчи     | Голы      | Пасы      | Матчи | Голы  | Пасы  |
| ---------------- | ---------------- | --------- | --------- | --------- | ----- | ----- | ----- | --------- | --------- | --------- | ----- | ----- | ----- |
| → Зенит-2        | 1999             | 35        | 4         | ?         | 0     | 0     | 0     | 0         | 0         | 0         | 35    | 4     | ?     |
| → Зенит-2        | 2000             | 21        | 3         | ?         | 0     | 0     | 0     | 0         | 0         | 0         | 21    | 3     | ?     |
| → Зенит-2        | Итого            | 56        | 7         | ?         | 0     | 0     | 0     | 0         | 0         | 0         | 56    | 7     | ?     |
| Зенит            | 2000             | 10        | 0         | 1         | 1     | 0     | 0     | 3         | 0         | 0         | 14    | 0     | 1     |
| Зенит            | 2001             | 29        | 4         | 8         | 2     | 0     | 2     | 0         | 0         | 0         | 31    | 4     | 10    |
| Зенит            | 2002             | 30        | 4         | 7         | 3     | 1     | 0     | 4         | 2         | 5         | 37    | 7     | 12    |
| Зенит            | 2003             | 27        | 5         | 10        | 2     | 0     | 2     | 0         | 0         | 0         | 29    | 5     | 12    |
| Зенит            | 2004             | 28        | 6         | 16        | 1     | 0     | 0     | 8         | 4         | 1         | 37    | 10    | 17    |
| Зенит            | 2005             | 29        | 9         | 11        | 4     | 2     | 1     | 8         | 3         | 1         | 41    | 14    | 13    |
| Зенит            | 2006             | 28        | 7         | 13        | 4     | 0     | 0     | 5         | 2         | 2         | 37    | 9     | 15    |
| Зенит            | 2007             | 30        | 10        | 13        | 5     | 1     | 5     | 6         | 2         | 2         | 41    | 13    | 20    |
| Зенит            | 2008             | 27        | 6         | 8         | 1     | 1     | 0     | 15        | 2         | 4         | 43    | 9     | 12    |
| Зенит            | Итого            | 238       | 51        | 87        | 23    | 5     | 10    | 49        | 15        | 15        | 310   | 71    | 112   |
| Арсенал          | 2008/09          | 12        | 6         | 5         | 3     | 0     | 2     | 0         | 0         | 0         | 15    | 6     | 7     |
| Арсенал          | 2009/10          | 30        | 10        | 1         | 1     | 0     | 0     | 8         | 2         | 5         | 39    | 12    | 6     |
| Арсенал          | 2010/11          | 37        | 6         | 11        | 9     | 1     | 4     | 6         | 3         | 2         | 52    | 10    | 17    |
| Арсенал          | 2011/12          | 19        | 1         | 3         | 3     | 1     | 1     | 5         | 0         | 0         | 27    | 2     | 4     |
| Арсенал          | 2012/13          | 7         | 0         | 0         | 2     | 1     | 4     | 2         | 0         | 0         | 11    | 1     | 4     |
| Арсенал          | Итого            | 105       | 23        | 20        | 18    | 3     | 11    | 21        | 5         | 7         | 144   | 31    | 38    |
| → Зенит          | 2011/12          | 10        | 3         | 4         | 1     | 0     | 0     | 0         | 0         | 0         | 11    | 3     | 4     |
| → Зенит          | Итого            | 10        | 3         | 4         | 1     | 0     | 0     | 0         | 0         | 0         | 11    | 3     | 4     |
| Зенит            | 2013/14          | 21        | 2         | 5         | 2     | 0     | 0     | 11        | 2         | 2         | 34    | 4     | 7     |
| Зенит            | 2014/15          | 14        | 1         | 0         | 2     | 1     | 0     | 5         | 0         | 0         | 21    | 2     | 0     |
| Зенит            | Итого            | 35        | 3         | 5         | 4     | 1     | 0     | 16        | 2         | 2         | 55    | 6     | 7     |
| Всего за «Зенит» | Всего за «Зенит» | 283       | 57        | 96        | 28    | 6     | 10    | 65        | 17        | 17        | 376   | 80    | 123   |
| Кубань           | 2015/16          | 8         | 0         | 0         | 1     | 0     | 0     | 0         | 0         | 0         | 9     | 0     | 0     |
| Кубань           | Итого            | 8         | 0         | 0         | 1     | 0     | 0     | 0         | 0         | 0         | 9     | 0     | 0     |
| Кайрат           | 2016             | 28        | 8         | 9         | 5     | 1     | 1     | 4         | 2         | 1         | 37    | 11    | 11    |
| Кайрат           | 2017             | 25        | 7         | 10        | 5     | 1     | 0     | 4         | 2         | 1         | 34    | 10    | 11    |
| Кайрат           | 2018             | 31        | 9         | 15        | 1     | 0     | 0     | 5         | 0         | 0         | 37    | 9     | 15    |
| Кайрат           | Итого            | 84        | 24        | 34        | 11    | 2     | 1     | 13        | 4         | 2         | 108   | 30    | 37    |
| Всего за карьеру | Всего за карьеру | 536       | 111       | 150       | 58    | 11    | 22    | 99        | 26        | 26        | 693   | 148   | 198   |

### Статистика за сборную
| Россия | Россия | Россия |
| Год    | Игры   | Голы   |
| ------ | ------ | ------ |
| 2002   | 2      | 0      |
| 2003   | 1      | 1      |
| 2004   | 4      | 2      |
| 2005   | 9      | 4      |
| 2006   | 7      | 2      |
| 2007   | 10     | 1      |
| 2008   | 8      | 5      |
| 2009   | 9      | 1      |
| 2010   | 7      | 0      |
| 2011   | 10     | 0      |
| 2012   | 7      | 1      |
| Всего  | 74     | 17     |

### Матчи Аршавина за сборную России
| Матчи Аршавина за сборную России | Матчи Аршавина за сборную России | Матчи Аршавина за сборную России | Матчи Аршавина за сборную России | Матчи Аршавина за сборную России | Матчи Аршавина за сборную России | Матчи Аршавина за сборную России | Матчи Аршавина за сборную России |
| №                                | Дата                             | Место проведения                 | Оппонент                         | Счёт                             | Голы                             | Пасы                             | Соревнование                     |
| -------------------------------- | -------------------------------- | -------------------------------- | -------------------------------- | -------------------------------- | -------------------------------- | -------------------------------- | -------------------------------- |
| 1                                | 17 мая 2002                      | Москва                           | Беларусь                         | 1:1                              | -                                | -                                | Товарищеский матч                |
| 2                                | 21 августа 2002                  | Москва                           | Швеция                           | 1:1                              | -                                | -                                | Товарищеский матч                |
| 3                                | 13 февраля 2003                  | Лимасол                          | Румыния                          | 4:2                              | 1                                | -                                | Товарищеский матч                |
| 4                                | 28 апреля 2004                   | Осло                             | Норвегия                         | 2:3                              | -                                | -                                | Товарищеский матч                |
| 5                                | 18 августа 2004                  | Москва                           | Литва                            | 4:3                              | -                                | 1                                | Товарищеский матч                |
| 6                                | 9 октября 2004                   | Люксембург                       | Люксембург                       | 4:0                              | 1                                | -                                | Отборочные матчи ЧМ-2006         |
| 7                                | 13 октября 2004                  | Лиссабон                         | Португалия                       | 1:7                              | 1                                | -                                | Отборочные матчи ЧМ-2006         |
| 8                                | 26 марта 2005                    | Вадуц                            | Лихтенштейн                      | 2:1                              | -                                | -                                | Отборочные матчи ЧМ-2006         |
| 9                                | 30 марта 2005                    | Таллин                           | Эстония                          | 1:1                              | 1                                | -                                | Отборочные матчи ЧМ-2006         |
| 10                               | 4 июня 2005                      | Санкт-Петербург                  | Латвия                           | 2:0                              | 1                                | -                                | Отборочные матчи ЧМ-2006         |
| 11                               | 8 июня 2005                      | Менхенгладбах                    | Германия                         | 2:2                              | 1                                | -                                | Товарищеский матч                |
| 12                               | 17 августа 2005                  | Рига                             | Латвия                           | 1:1                              | 1                                | -                                | Отборочные матчи ЧМ-2006         |
| 13                               | 3 сентября 2005                  | Москва                           | Лихтенштейн                      | 2:0                              | -                                | -                                | Отборочные матчи ЧМ-2006         |
| 14                               | 7 сентября 2005                  | Москва                           | Португалия                       | 0:0                              | -                                | -                                | Отборочные матчи ЧМ-2006         |
| 15                               | 8 октября 2005                   | Москва                           | Люксембург                       | 5:1                              | -                                | 1                                | Отборочные матчи ЧМ-2006         |
| 16                               | 12 октября 2005                  | Братислава                       | Словакия                         | 0:0                              | -                                | -                                | Отборочные матчи ЧМ-2006         |
| 17                               | 1 марта 2006                     | Москва                           | Бразилия                         | 0:1                              | -                                | -                                | Товарищеский матч                |
| 18                               | 27 мая 2006                      | Альбасете                        | Испания                          | 0:0                              | -                                | -                                | Товарищеский матч                |
| 19                               | 16 августа 2006                  | Москва                           | Латвия                           | 1:0                              | -                                | -                                | Товарищеский матч                |
| 20                               | 6 сентября 2006                  | Москва                           | Хорватия                         | 0:0                              | -                                | -                                | Отборочные матчи ЧЕ-2008         |
| 21                               | 7 октября 2006                   | Москва                           | Израиль                          | 1:1                              | 1                                | -                                | Отборочные матчи ЧЕ-2008         |
| 22                               | 11 октября 2006                  | Санкт-Петербург                  | Эстония                          | 2:0                              | -                                | -                                | Отборочные матчи ЧЕ-2008         |
| 23                               | 15 ноября 2006                   | Скопье                           | Македония                        | 2:0                              | 1                                | -                                | Отборочные матчи ЧЕ-2008         |
| 24                               | 7 февраля 2007                   | Амстердам                        | Нидерланды                       | 1:4                              | -                                | -                                | Товарищеский матч                |
| 25                               | 24 марта 2007                    | Таллин                           | Эстония                          | 2:0                              | -                                | 2                                | Отборочные матчи ЧЕ-2008         |
| 26                               | 2 июня 2007                      | Санкт-Петербург                  | Андорра                          | 4:0                              | -                                | 1                                | Отборочные матчи ЧЕ-2008         |
| 27                               | 6 июня 2007                      | Загреб                           | Хорватия                         | 0:0                              | -                                | -                                | Отборочные матчи ЧЕ-2008         |
| 28                               | 22 августа 2007                  | Москва                           | Польша                           | 2:2                              | -                                | -                                | Товарищеский матч                |
| 29                               | 8 сентября 2007                  | Москва                           | Македония                        | 3:0                              | 1                                | -                                | Отборочные матчи ЧЕ-2008         |
| 30                               | 12 сентября 2007                 | Лондон                           | Англия                           | 0:3                              | -                                | -                                | Отборочные матчи ЧЕ-2008         |
| 31                               | 17 октября 2007                  | Москва                           | Англия                           | 2:1                              | -                                | -                                | Отборочные матчи ЧЕ-2008         |
| 32                               | 17 ноября 2007                   | Тель-Авив                        | Израиль                          | 1:2                              | -                                | 1                                | Отборочные матчи ЧЕ-2008         |
| 33                               | 21 ноября 2007                   | Андорра-ла-Велья                 | Андорра                          | 1:0                              | -                                | -                                | Отборочные матчи ЧЕ-2008         |
| 34                               | 4 июня 2008                      | Бургхаузен                       | Литва                            | 4:1                              | 1                                | -                                | Товарищеский матч                |
| 35                               | 18 июня 2008                     | Инсбрук                          | Швеция                           | 2:0                              | 1                                | -                                | Финальные матчи ЧЕ-2008          |
| 36                               | 21 июня 2008                     | Базель                           | Нидерланды                       | 3:1                              | 1                                | 1                                | Финальные матчи ЧЕ-2008          |
| 37                               | 26 июня 2008                     | Вена                             | Испания                          | 0:3                              | -                                | -                                | Финальные матчи ЧЕ-2008          |
| 38                               | 20 августа 2008                  | Москва                           | Нидерланды                       | 1:1                              | -                                | -                                | Товарищеский матч                |
| 39                               | 10 сентября 2008                 | Москва                           | Уэльс                            | 2:1                              | -                                | -                                | Отборочные матчи ЧМ-2010         |
| 40                               | 11 октября 2008                  | Дортмунд                         | Германия                         | 1:2                              | 1                                | -                                | Отборочные матчи ЧМ-2010         |
| 41                               | 15 октября 2008                  | Москва                           | Финляндия                        | 3:0                              | 1                                | -                                | Отборочные матчи ЧМ-2010         |
| 42                               | 28 марта 2009                    | Москва                           | Азербайджан                      | 2:0                              | -                                | -                                | Отборочные матчи ЧМ-2010         |
| 43                               | 1 апреля 2009                    | Вадуц                            | Лихтенштейн                      | 1:0                              | -                                | 1                                | Отборочные матчи ЧМ-2010         |
| 44                               | 10 июня 2009                     | Хельсинки                        | Финляндия                        | 3:0                              | -                                | 1                                | Отборочные матчи ЧМ-2010         |
| 45                               | 12 августа 2009                  | Москва                           | Аргентина                        | 2:3                              | -                                | -                                | Товарищеский матч                |
| 46                               | 9 сентября 2009                  | Кардифф                          | Уэльс                            | 3:1                              | -                                | 1                                | Отборочные матчи ЧМ-2010         |
| 47                               | 10 октября 2009                  | Москва                           | Германия                         | 0:1                              | -                                | -                                | Отборочные матчи ЧМ-2010         |
| 48                               | 14 октября 2009                  | Баку                             | Азербайджан                      | 1:1                              | 1                                | -                                | Отборочные матчи ЧМ-2010         |
| 49                               | 14 ноября 2009                   | Москва                           | Словения                         | 2:1                              | -                                | 1                                | Отборочные матчи ЧМ-2010         |
| 50                               | 18 ноября 2009                   | Марибор                          | Словения                         | 0:1                              | -                                | -                                | Отборочные матчи ЧМ-2010         |
| 51                               | 3 марта 2010                     | Дьёр                             | Венгрия                          | 1:1                              | -                                | 1                                | Товарищеский матч                |
| 52                               | 11 августа 2010                  | Санкт-Петербург                  | Болгария                         | 1:0                              | -                                | -                                | Товарищеский матч                |
| 53                               | 3 сентября 2010                  | Андорра-ла-Велья                 | Андорра                          | 2:0                              | -                                | 1                                | Отборочные матчи ЧЕ-2012         |
| 54                               | 7 сентября 2010                  | Москва                           | Словакия                         | 0:1                              | -                                | -                                | Отборочные матчи ЧЕ-2012         |
| 55                               | 8 октября 2010                   | Дублин                           | Ирландия                         | 3:2                              | -                                | -                                | Отборочные матчи ЧЕ-2012         |
| 56                               | 12 октября 2010                  | Скопье                           | Македония                        | 1:0                              | -                                | -                                | Отборочные матчи ЧЕ-2012         |
| 57                               | 17 ноября 2010                   | Воронеж                          | Бельгия                          | 0:2                              | -                                | -                                | Товарищеский матч                |
| 58                               | 9 февраля 2011                   | Абу-Даби                         | Иран                             | 0:1                              | -                                | -                                | Товарищеский матч                |
| 59                               | 26 марта 2011                    | Ереван                           | Армения                          | 0:0                              | -                                | -                                | Отборочные матчи ЧЕ-2012         |
| 60                               | 29 марта 2011                    | Доха                             | Катар                            | 1:1                              | -                                | 1                                | Товарищеский матч                |
| 61                               | 4 июня 2011                      | Санкт-Петербург                  | Армения                          | 3:1                              | -                                | -                                | Отборочные матчи ЧЕ-2012         |
| 62                               | 10 августа 2011                  | Москва                           | Сербия                           | 1:0                              | -                                | -                                | Товарищеский матч                |
| 63                               | 2 сентября 2011                  | Москва                           | Македония                        | 1:0                              | -                                | -                                | Отборочные матчи ЧЕ-2012         |
| 64                               | 6 сентября 2011                  | Москва                           | Ирландия                         | 0:0                              | -                                | -                                | Отборочные матчи ЧЕ-2012         |
| 65                               | 7 октября 2011                   | Жилина                           | Словакия                         | 1:0                              | -                                | -                                | Отборочные матчи ЧЕ-2012         |
| 66                               | 11 октября 2011                  | Москва                           | Андорра                          | 6:0                              | -                                | 2                                | Отборочные матчи ЧЕ-2012         |
| 67                               | 11 ноября 2011                   | Пирей                            | Греция                           | 1:1                              | -                                | -                                | Товарищеский матч                |
| 68                               | 29 февраля 2012                  | Копенгаген                       | Дания                            | 2:0                              | 1                                | 1                                | Товарищеский матч                |
| 69                               | 25 мая 2012                      | Москва                           | Уругвай                          | 1:1                              | -                                | -                                | Товарищеский матч                |
| н/о                              | 29 мая 2012                      | Ньон                             | Литва                            | 0:0                              | -                                | -                                | Товарищеский матч                |
| 70                               | 1 июня 2012                      | Цюрих                            | Италия                           | 3:0                              | -                                | -                                | Товарищеский матч                |
| 71                               | 8 июня 2012                      | Вроцлав                          | Чехия                            | 4:1                              | -                                | 2                                | Финальные матчи ЧЕ-2012          |
| 72                               | 12 июня 2012                     | Варшава                          | Польша                           | 1:1                              | -                                | 1                                | Финальные матчи ЧЕ-2012          |
| 73                               | 16 июня 2012                     | Варшава                          | Греция                           | 0:1                              | -                                | -                                | Финальные матчи ЧЕ-2012          |
| 74                               | 15 августа 2012                  | Москва                           | Кот-д’Ивуар                      | 1:1                              | -                                | -                                | Товарищеский матч                |

Итого по официальным матчам: 74 матча / 17 голов, 20 голевых передач; 37 побед, 22 ничьих, 15 поражений.

### Хет-трики Аршавина
| Список хет-триков Аршавина | Список хет-триков Аршавина | Список хет-триков Аршавина | Список хет-триков Аршавина | Список хет-триков Аршавина | Список хет-триков Аршавина | Список хет-триков Аршавина |
| №                          | Дата                       | Соперник                   | Счёт                       | Голы                       | Соревнование               |                            |
| -------------------------- | -------------------------- | -------------------------- | -------------------------- | -------------------------- | -------------------------- | -------------------------- |
| 1                          | 1 ноября 2003              | Сатурн Ren-TV              | 3:1 (г)                    | 3                          | Чемпионат России 2003      |                            |
| 2                          | 3 апреля 2005              | Терек                      | 5:1 (д)                    | 3                          | Чемпионат России 2005      |                            |
| 3                          | 2 июля 2005                | Амкар                      | 5:1 (д)                    | 3                          | Чемпионат России 2005      |                            |
| 4                          | 21 апреля 2009             | Ливерпуль                  | 4:4 (г)                    | 4                          | Чемпионат Англии 2008/2009 |                            |

Итого: 3 хет-трика, 1 «покер».
«Зенит» — 3 (Премьер-лига), «Арсенал» — 1 (Премьер-лига).

## Достижения

### Командные
«Зенит»
- Чемпион России (3): 2007, 2011/12, 2014/15
- Серебряный призёр чемпионата России (2): 2003, 2013/14
- Бронзовый призёр чемпионата России: 2001
- Обладатель Кубка УЕФА: 2007/08
- Обладатель Суперкубка УЕФА: 2008
- Обладатель Суперкубка России: 2008
- Итого: 6 трофеев

«Кайрат»
- Серебряный призёр чемпионата Казахстана (3): 2016, 2017, 2018
- Обладатель Кубка Казахстана: 2017
- Обладатель Суперкубка Казахстана: 2017
- Итого: 2 трофея

Сборная России
- Бронзовый призёр чемпионата Европы: 2008

### Личные достижения
| - В списке 33 лучших футболистов чемпионата России (7): № 1 (2005, 2006, 2007, 2008); № 2 (2001, 2002, 2004) - 2001 — лучший полузащитник чемпионата России по оценкам газеты «Спорт-Экспресс» - 2004 — лучший футболист года по версии читателей газеты «Спорт-Экспресс» - 2004—2006 — лучший второй нападающий по оценкам газеты «Спорт-Экспресс» - 2006 — лучший футболист года по версии футболистов Высшего дивизиона (опрос газеты «Спорт-Экспресс») - 2006 — лучший футболист года по версии журналистов еженедельника «Футбол» - 2006 — лучший футболист года по версии Российского футбольного союза - 2006 — лучший игрок чемпионата России по оценкам газеты «Спорт-Экспресс» - 2007 — обладатель приза «Лучший футболист стран СНГ и Балтии» («Звезда») от газеты «Спорт-Экспресс» - 2008 — лучший игрок финального матча Кубка УЕФА 2008 - 2008 — член символической сборной чемпионата Европы 2008 года по версии УЕФА - 2008—2009 — обладатель приза «Лучший футболист стран СНГ и Балтии» («Звезда») от газеты «Спорт-Экспресс» | - 2009 — лучший игрок месяца в «Арсенале»: март 2009, апрель 2009 - 2009 — игрок месяца английской Премьер-лиги: апрель 2009 - 2009 — самый эффективный игрок английской Премьер-лиги по версии «IMScouting» - 2009 — член Клуба Игоря Нетто - 2009 — член Клуба 100 российских бомбардиров - 2009 — член Клуба Григория Федотова - 2012 — лучший ассистент чемпионата Европы 2012 года - 2016 — игрок месяца казахстанской Премьер-лиги: июль 2016, сентябрь 2016 - 2016 — лучший футболист чемпионата Казахстана по версии журналистов - 2017 — в списке 10 лучших футболистов чемпионата Казахстана по версии ПФЛ Казахстана: № 5 - 2017 — член символической сборной чемпионата Казахстана по версии главных тренеров команд ПФЛ Казахстана - 2018 — игрок месяца казахстанской Премьер-лиги: август 2018 - 2018 — в списке 22 лучших футболистов чемпионата Казахстана: № 1 (левый полузащитник) |

## Награды и почести
- Почётный гражданин муниципального образования «Округ Петровский» Санкт-Петербурга (2008)[109].
- Серебряная медаль Святого первоверховного апостола Петра (2009, Санкт-Петербургская митрополия)[110]
- Почётный знак Святой Татьяны (25 января 2008)[111]
- Заслуженный мастер спорта России (25 декабря 2008) — за заслуги в области физической культуры и спорта[112].
- Орден «Честь и Мужество» (2008, общественный фонд «Честь и Мужество»)[113].
- «ТОП 50. Самые знаменитые люди Петербурга»: 2007, 2008[114]